# Вазописець Праксіаса
Вазописець Праксіаса — анонімний етруський вазописець, працював у 2 чверті V століття до н. е. у псевдо-червонофігурній техніці.
Вазописець Праксіаса вважається головним представником, так званої, Групи Праксіаса, яка працювала у Вульчі. Серед робіт майстра зустрічаються амфори, зокрема шийні амфори, стамноси, пеліки, кратери, гідрії, а також канфари.
На чотирьох вазах, приписуваних авторству Вазописця Праксіакса, знайдено написи грецькою мовою, тому деякі вчені шукають художника справжнє ім'я художника серед греків, що виїхали до Етрурії.